# Montreuil-Juigné
 Montreuil-Juigné  es una población y comuna francesa, en la región de Países del Loira, departamento de Maine y Loira, en el distrito de Angers y cantón de Angers-Nord.

## Demografía
| 2712 | 2854 | 3832 | 5623 | 6451 | 6666 |
| Para los censos de 1962 a 1999 la población legal corresponde a la población sin duplicidades (Fuente: INSEE [Consultar]) |      |      |      |      |      |